# Rhipidura kubaryi
Rhipidura kubaryi là một loài chim trong họ Rhipiduridae.